# WrestleMania VI
WrestleMania VI est la sixième édition de la série évènementielle WrestleMania, réunion annuelle de catch (Lutte Professionnelle) présentée, organisée et produite par la World Wrestling Entertainment, et vidéo-diffusée selon le principe du paiement à la séance (pay-per-view). WrestleMania VI s'est déroulé le 1er avril 1990 au SkyDome de Toronto, Ontario au Canada devant 67 678 spectateurs. 
Robert Goulet a chanté O Canada avant le show.
Les célébrités qui assistaient à l'évènement étaient Steve Allen, Rona Barrett, et Mary Tyler Moore.
Un jeune homme canadien alors âgé de dix-sept ans, Adam Copeland, assistait à l'évènement, tandis qu'un autre plus âgé, Dallas Page, conduisait une Cadillac rose vers le ring pour y conduire The Honky Tonk Man et Greg The Hammer Valentine qui tous deux participaient au show. Douze ans plus tard, tous deux retournaient au SkyDome en tant que compétiteurs :  WrestleMania X8.
WrestleMania VI est le dernier WrestleMania que Gorilla Monsoon et Jesse Ventura ont commenté ensemble, Ventura quittant la WWF plus tard dans l'année.
Wrestlemania VI est le dernier Wrestlemania auquel participe la légende Andre The Giant.

## Résultats
| #                                                          | Résultats | Stipulations                                                                                | Commentaires | Durée         |
| ---------------------------------------------------------- | --- | ------------------------------------------------------------------------------------------- | --- | ------------- |
| Dark match                                                 | Paul Roma bat The Brooklyn Brawler | Match simple                                                                                | - Roma a effectué le tombé sur le Brawler. | N/A (inconnu) |
| 1                                                          | Rick Martel bat Koko B. Ware | Match simple                                                                                | - Martel a fait abandonner B.Ware avec un Boston crab. | 03:51         |
| 2                                                          | Demolition (Ax et Smash) battent The Colossal Connection (c) (André the Giant et Haku) (avec Bobby The Brain Heenan)                   | Match par équipe pour le WWF Tag Team Championship                                          | - Ax a effectué le tombé sur Haku après un Demolition Decapitation. - Après le match, André se retourna contre Heenan et Haku et les attaqua après s'être pris une claque de la part d'Heenan. | 09:30         |
| 3                                                          | Earthquake (avec Mouth of the South Jimmy Hart) bat Hercules                                                                           | Match simple                                                                                | - Earthquake a effectué le tombé sur Hercules après le Earthquake Splash. | 04:52         |
| 4                                                          | Brutus The Barber Beefcake bat Mr. Perfect (avec The Genius)                                                                           | Match simple                                                                                | - Beefcake a effectué le tombé sur Perfect après avoir envoyé ce dernier sur un coin du ring.                                                                                                  | 07:48         |
| 5                                                          | Rowdy Roddy Piper a combattu Bad News Brown pour un double décompte à l'extérieur                                                      | Match simple                                                                                | - Piper apparaissait avec la moitié de son corps peinte en noir, et ce en réponse aux accusations de racisme émises par Bad News Brown.                                                        | 06:48         |
| 6                                                          | The Hart Foundation (Bret The Hitman Hart et Jim The Anvil Neidhart) battent The Bolsheviks (Nikolai Volkoff et Boris Zhukov)          | Match par équipe                                                                            | - Hart a effectué le tombé sur Zhukov après un Hart Attack. | 00:19         |
| 7                                                          | The Barbarian (avec Bobby The Brain Heenan) bat Tito Santana                                                                           | Match simple                                                                                | - Barbarian a effectué le tombé sur Santana après une Clothesline donnée depuis la troisième corde.                                                                                            | 04:33         |
| 8                                                          | Dusty Rhodes et Sapphire (avec Miss Elizabeth) battent Macho Man Randy Savage et Queen Sherri Martel                                   | Match par équipe mixte                                                                      | - Sapphire a effectué le tombé sur Sherri après que celle-ci se fit pousser par Miss Elizabeth sur Sapphire.                                                                                   | 07:52         |
| 9                                                          | The Orient Express (Sato et Tanaka) (avec Mr. Fuji) battent The Rockers (Shawn Michaels et Marty Jannetty) par décompte à l'extérieur. | Match par équipe                                                                            | - Jannetty fut décompté à l'extérieur après avoir été aveuglé par Sato avec du sel. | 07:38         |
| 10                                                         | Hacksaw Jim Duggan bat Dino Bravo (avec Jimmy Hart et Earthquake)                                                                      | Match simple                                                                                | - Duggan a effetcué le tombé sur Bravo après l'avoir frappé avec son madrier. | 04:15         |
| 11                                                         | The Million Dollar Man Ted DiBiase (c) (avec Virgil) bat Jake The Snake Roberts par décompte à l'extérieur                             | Match simple pour le Million Dollar Championship                                            | - Virgil envoyait DiBiase de retour sur le ring après un double KO à l'extérieur, Roberts avait volé la ceinture avant le show.                                                                | 11:50         |
| 12                                                         | The Big Boss Man bat Akeem (avec Slick)                                                                                                | Match simple                                                                                | - Le Big Boss Man a effectué le tombé sur Akeem après un Boss Man Slam. - Dibiase a attaqué le Big Boss Man sur le bord du ring avant le début du match, entamant une feud entre les deux.     | 01:49         |
| 13                                                         | Ravishing Rick Rude (avec Bobby Heenan) bat Superfly Jimmy Snuka                                                                       | Match simple                                                                                | - Rude a effectué le tombé sur Snuka après un Rude Awakening. | 03:59         |
| 14                                                         | WWF Intercontinental Champion The Ultimate Warrior (c) bat WWF Champion Hulk Hogan (c)                                                 | Match Champion vs Champion pour le WWF Championship et le WWF Intercontinental Championship | - Warrior a effectué le tombé sur Hogan après un Warrior Splash. - Le titre Intercontinental devint vacant par la suite.                                                                       | 22:51         |
| (c) désigne le champion défendant son titre dans le match. | |                                                                                             | |               |